# ビーイング・フォー・ザ・ベネフィット・オブ・ミスター・カイト
「ビーイング・フォー・ザ・ベネフィット・オブ・ミスター・カイト」（Being for the Benefit of Mr. Kite!）は、ビートルズの楽曲である。1967年に発表された8作目のイギリス盤公式オリジナル・アルバム『サージェント・ペパーズ・ロンリー・ハーツ・クラブ・バンド』に収録された曲。レノン＝マッカートニー名義の作品で、主にジョン・レノンが手がけ、ポール・マッカートニーが一部手伝っている。
歌詞の大部分は、1843年にロッチデールで開催されたパブロ・ファンクのサーカス公演のポスターから取られている。歌詞に登場する馬の名前「ヘンリー」がヘロインを連想させるという理由から、BBCから放送禁止の処分を受けている。

## 背景

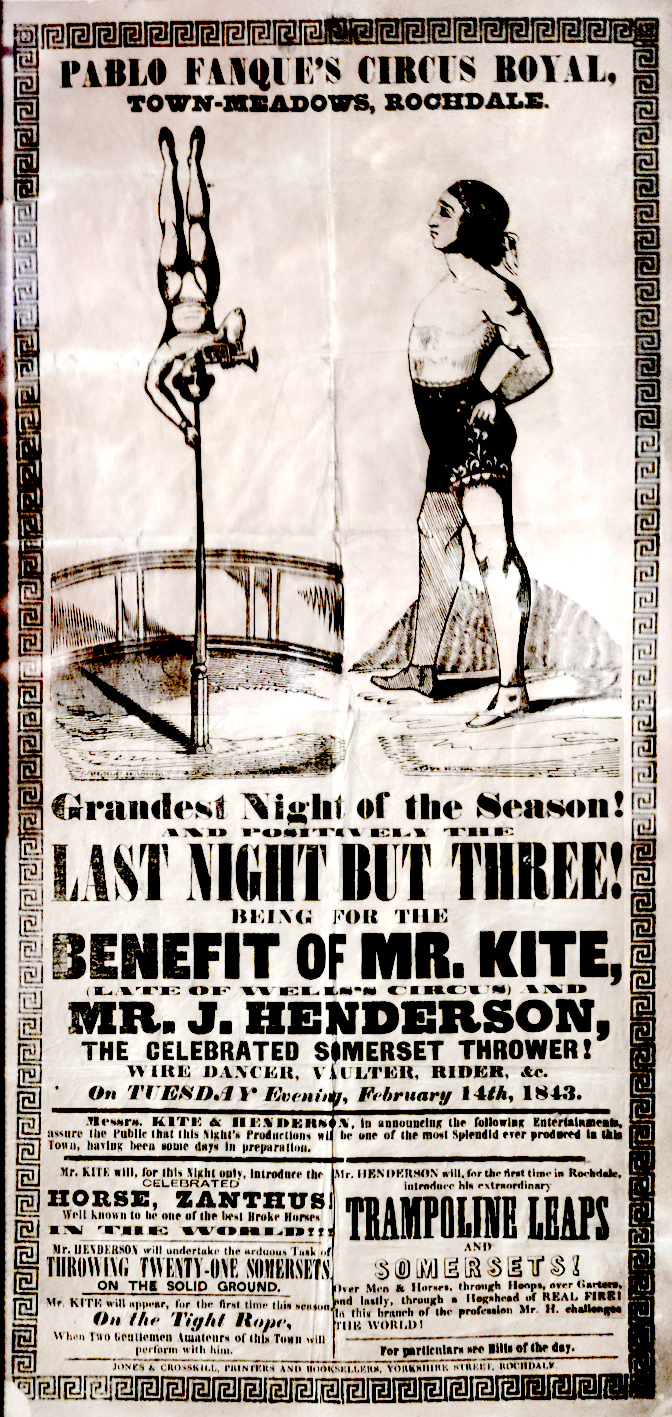
インスピレーションを受けたポスター

1967年1月30日と31日にイギリスのケント州セブノークスに隣接するノール・パークにて両A面シングル『ストロベリー・フィールズ・フォーエバー / ペニー・レイン』のミュージック・ビデオの撮影を行っていた。休憩の合間にジョン・レノンは、町の骨董屋を訪れて1843年のサーカス団のポスターを見つけた。このポスターを買ったレノンは自宅の音楽室の壁に貼り、ポール・マッカートニーの助けを借りながら歌詞を書いた。
歌詞はポスターに掲載されていた宣伝文句からヒントを得て書かれており、このポスターに記載されていた宣伝文句をほぼ丸ごと引用している。歌詞にするにあたり韻を踏みやすくするために、公演の場所がロッチデールからビショップスゲート、馬の名前がザンサルスからヘンリーに変更された。このうち「ヘンリー」がヘロインを連想させるとして、BBCでは放送禁止とされた。なお、ジョン自身はヘロインと馬の名前の関連性を否定している。
レノンは1968年のインタビューで「あれはまともな仕事ではなかった。アルバム用に新曲が必要だったから、惰性で書いただけ。歌詞は全部俺を正面から見つめていた」と語っていたが、1980年の生前最後のインタビューでは「普遍的な美しさがある。この曲は水彩画のように純粋だ」と語っている。
2012年、レノンがインスパイアされた元のポスターのレプリカが当時の技術を使って製作され、1967部限定で発売されている。

## レコーディング
「ビーイング・フォー・ザ・ベネフィット・オブ・ミスター・カイト」のレコーディングは、1967年2月17日に開始され、2月20日に効果音、3月28日にハーモニカとギター、3月29日と31日にオルガンがオーバー・ダビングされた。
2月17日にベース、ボーカル、ドラム、ハーモニウムという編成で7テイク録音された。なお、テイク1の録音前に、レノンは「For the benefit of Mr. Kite」のフレーズをおどけて歌っていた。そのあと、ジェフ・エメリックが「For the Benefit of Mr. Kite! This is take 1.」とアナウンスしたのに対し、レノンが「Being For The Benefit Of Mr. Kite!」と訂正した。その後のセッションで、「And of course Henry The Horse dances the waltz（そしてもちろん馬のヘンリーがワルツを踊ります）」というフレーズの後のセクションのために鍵盤楽器のパートが追加された後、バス・ハーモニカのパートがテープの回転速度を半分落として録音された。また、マッカートニーはギターソロ、レノンとジョージ・マーティンはオルガンを演奏した。
2月20日のセッションで、レノンはマーティンに対して「カーニバルのような雰囲気を持った感じで、おがくずの匂いがしそうな音にしたい」という抽象的な要求をした。当初マーティンはこれに応えるべく、スティーム・オルガンを使用することを考えたが、パンチ穴をあけて自動演奏するモデルしかなかったことから断念。そこでマーティンは、エメリックにパイプオルガンを録音したテープを数センチごとに切り、空中に放り投げてランダムに繋ぎ合わせることを指示した。
3月31日にモノラル・ミックス、4月7日にステレオ・ミックスが作成された。

## クレジット
特記がない限り、『サージェント・ペパーズ・ロンリー・ハーツ・クラブ・バンド (50周年記念エディション)』のブックレットに記載のクレジットを出典とする。
ビートルズ
- ジョン・レノン - ADTをかけたボーカル、バッキング・ボーカル、ハモンドオルガン
- ポール・マッカートニー - ベース、ギターソロ
- ジョージ・ハリスン - タンバリン、バス・ハーモニカ
- リンゴ・スター - ドラム、バス・ハーモニカ、タンバリン

追加ミュージシャン
- ジョージ・マーティン - ハーモニウム、ロウリーオルガン、メロトロン、グロッケンシュピール、テープ・ループ
- ニール・アスピノール：バス・ハーモニカ
- マル・エヴァンズ：バス・ハーモニカ

## カバー・バージョン
- ビー・ジーズ - ピーター・フランプトンとジョージ・バーンズとともに、1978年に公開された映画『サージェント・ペパーズ・ロンリー・ハーツ・クラブ・バンド（英語版）』でカバー[17]。
- ジェイミー・カラム - 2007年に『サージェント・ペパーズ・ロンリー・ハーツ・クラブ・バンド』の発売40周年を記念してBBCで放送された特別番組で演奏[17]。
- エディー・イザード - 2007年に公開された映画『アクロス・ザ・ユニバース』で歌唱[17]。
- チープ・トリック - 2009年に発売されたライブ・アルバム『Sgt. Pepper Live』に収録[18]。
- ポール・マッカートニー - 2013年の「Out There」ツアーで披露[19][17]。